# Бджильна
Бджильна́ (укр. Бджільна) — село в Тепликском районе Винницкой области Украины.

## История
В октябре 2010 года было возбуждено дело о банкротстве находившегося здесь спиртзавода.

## Население
Население по переписи 2001 года составляло 1121 человек.

### Известные люди
В селе родился Регушевский, Евгений Семёнович (1934) — советский и украинский учёный-филолог.

## Адрес местного совета
23840, Винницкая область, Теплицкий р-н, с. Бджильна, ул. Ленина, 13